# Abskisinsyra
Abskisinsyra, eller ABA (efter engelska abscisic acid) är ett växthormon.  ABA har effekt i många växters utveckling, framför allt i samband med övervintring.
Hormonet isolerades först från frökapslar av bomull. Ökande nivåer av abskisinsyra aktiverar växters förmåga till överlevnad. Namnet kommer sig av att abskisinsyran först troddes ha att höra med växters aktiva fällning av blad, blommor och frukter, så kallad abskission. Det har senare visat sig att så visserligen är fallet, men endast beträffande ett fåtal arter.
Syrans molekylformel är C15H20O4